# 割礼 (バンド)
割礼（かつれい）は、1983年に名古屋で結成された日本のロックバンド。当初は「割礼ペニスケース日曜日の青年たち」として活動していた。
1989年のアルバム『ネイルフラン』でメジャーデビュー。現在のメンバーは宍戸幸司、山際英樹、鎌田ひろゆき、松橋道伸の4人。

## 作品

### オリジナルアルバム
1. パラダイスK （1987年）
2. ネイルフラン（1989年）
3. ゆれつづける（1990年）
4. 空中のチョコレート工場（2000年）
5. セカイノマヒル（2003年）
6. 星を見る（2010年）
7. のれないR&R（2019年）

### ライブアルバム
1. ライブ'88（1988年）
2. LIVE9091（1991年）
3. is it A HALF-MOON or A FULL MOON?（1998年）

### 自主制作盤
以下はすべてCDRによる作品。
1. 割礼Cdr（2006年）
2. LIVE'07（2007年）
3. 真夜中のハワイアン　82 - 86（2009年）
4. 星を見る diskunionオリジナル特典CDR（2010年）